# Louis Gerstner
Louis V. Gerstner jr. (Mineola, 1º marzo 1942) è un dirigente d'azienda statunitense.

## Biografia
Louis V. Gerstner, Jr. è noto soprattutto per essere stato Presidente e amministratore delegato della IBM dal 1993 al 2002. È considerato il principale artefice del risanamento e del rilancio, il cosiddetto turn around, della grande azienda statunitense, soprannominata "Big Blue".
Prima di allora, era stato amministratore delegato di altre grandissime aziende statunitensi, quali la Nabisco, l'American Express e la McKinsey.
Ha scritto una fortunata autobiografia, tradotta in moltissime lingue, pubblicata in Italia nel 2002 dalla Sperling & Kupfer con il titolo La mia IBM: chi dice che gli elefanti non possono ballare?
Attualmente è a capo di un grande fondo di investimento internazionale, il Carlyle Group.